# Episodi di American Playhouse (undicesima stagione)
L'undicesima stagione della serie televisiva American Playhouse è stata trasmessa in anteprima negli Stati Uniti d'America tra il 1992 e il 22 dicembre 1993.
| nº | Titolo originale                            | Titolo italiano | Prima TV USA     | Prima TV Italia |
| -- | ------------------------------------------- | --------------- | ---------------- | --------------- |
| 1  | Fool's Fire                                 |                 | 1992             |                 |
| 2  | Tru                                         |                 | 23 novembre 1992 |                 |
| 3  | Andre's Mother                              |                 | 16 giugno 1993   |                 |
| 4  | Fires in the Mirror                         |                 | 28 aprile 1993   |                 |
| 5  | In the Wings: Angels in America on Broadway |                 | 11 giugno 1993   |                 |
| 6  | La Carpa                                    |                 | 16 giugno 1993   |                 |
| 7  | The Gershwins', Porgy & Bess                |                 | 6 ottobre 1993   |                 |
| 8  | Tales of the City                           |                 | 15 novembre 1993 |                 |
| 9  | Hallelujah                                  |                 | 22 dicembre 1993 |                 |